# Мохамед Геззаз
Мохамед Геззаз (араб. محمد كزاز; нар. 1 жовтня 1962) — марокканський футбольний суддя. Арбітр ФІФА у 1997—2007 роках.

## Біографія
Як арбітр ФІФА та КАФ, Геззаз судив матчі таких міжнародних турнірів:
- Чемпіонат світу з футболу 2002[2] (матч  Іспанія —  Словенія[3])
- Чемпіонат світу з футболу 2006: відбірковий турнір, у фінальному етапі чемпіонату світу матчі не судив, але був резервним арбітром[4][5] в семи зустрічах[6].
- Кубок африканських націй: 2002, 2004 і 2006
- Клубний чемпіонат світу з футболу 2005
- Чемпіонат світу з футболу серед молодіжних команд 1999

## Критика
Геззаза піддали нищівній критиці на чемпіонаті світу 2002 року зі сторони збірної Словенії за три рішення не на користь словенської команди: зокрема, він показав жовту картку Аміру Каричу за симуляцію падіння в штрафному майданчику іспанців, проігнорував ще один фол Мігеля Анхеля Надаля проти Міленко Ачимовича у штрафному (тим самим двічі не призначивши пенальті в іспанські ворота) і покарав словенців пенальті за схожий з порушенням Надаля фол Саші Гайсера проти Фернандо Мор'єнтеса.